# Podział administracyjny Katowic
Podział administracyjny Katowic – obowiązujący na mocy Uchwały Nr XLVI/449/97 Rady Miejskiej Katowic z dnia 29 września 1997 roku podział administracyjny miasta Katowice.
Na podstawie przepisów powyższej uchwały miasto zostało podzielone na 22 Jednostki Pomocnicze Samorządu miasta Katowice, których granice zostały określone w Załączniku nr 1 do powyższej uchwały. Największą powierzchniowo dzielnicą (jednostką pomocniczą) Katowic są Murcki, natomiast najmniejszą Koszutka, zaś według danych z 31 grudnia 2020 roku najwięcej osób mieszkało w tym czasie w Ligocie-Panewnikach, a najmniej w Zarzeczu. Wszystkie dzielnice mają uchwalony statut, a obowiązujące akty dla wszystkich dzielnic zostały uchwalone przez Radę Miasta Katowice 25 listopada 2021 roku.

## Wykaz dzielnic
| Nr | Nazwa                                      | Powierzchnia (km²) | Odsetek powierzchni miasta (%) | Ludność (2020) | Odsetek ludności miasta (%) | Zespół dzielnic |
| -- | ------------------------------------------ | ------------------ | ------------------------------ | -------------- | --------------------------- | --------------- |
| 1  | Śródmieście                                | 3,81               | 2,31                           | 25 320         | 9,29                        | śródmiejski     |
| 2  | Załęska Hałda-Brynów część zachodnia       | 6,54               | 3,97                           | 13 681         | 5,02                        | zachodni        |
| 3  | Zawodzie                                   | 4,00               | 2,43                           | 10 835         | 3,98                        | wschodni        |
| 4  | Osiedle Paderewskiego-Muchowiec            | 7,42               | 4,50                           | 11 336         | 4,16                        | śródmiejski     |
| 5  | Brynów część wschodnia-Osiedle Zgrzebnioka | 4,08               | 2,48                           | 6 384          | 2,34                        | zachodni        |
| 6  | Ligota-Panewniki                           | 12,59              | 7,64                           | 28 286         | 10,38                       | zachodni        |
| 7  | Załęże                                     | 3,39               | 2,06                           | 8 589          | 3,15                        | północny        |
| 8  | Osiedle Witosa                             | 3,49               | 2,12                           | 12 123         | 4,45                        | północny        |
| 9  | Osiedle Tysiąclecia                        | 1,88               | 1,14                           | 20 831         | 7,64                        | północny        |
| 10 | Dąb                                        | 1,86               | 1,13                           | 6 914          | 2,54                        | północny        |
| 11 | Wełnowiec-Józefowiec                       | 3,15               | 1,91                           | 13 741         | 5,04                        | północny        |
| 12 | Koszutka                                   | 1,38               | 0,84                           | 10 121         | 3,71                        | śródmiejski     |
| 13 | Bogucice                                   | 2,78               | 1,69                           | 13 426         | 4,93                        | śródmiejski     |
| 14 | Dąbrówka Mała                              | 3,68               | 2,23                           | 4 619          | 1,69                        | wschodni        |
| 15 | Szopienice-Burowiec                        | 8,47               | 5,14                           | 13 557         | 4,97                        | wschodni        |
| 16 | Janów-Nikiszowiec                          | 8,65               | 5,25                           | 9 136          | 3,35                        | wschodni        |
| 17 | Giszowiec                                  | 12,03              | 7,30                           | 15 409         | 5,65                        | wschodni        |
| 18 | Murcki                                     | 41,53              | 25,21                          | 4 840          | 1,78                        | południowy      |
| 19 | Piotrowice-Ochojec                         | 12,08              | 7,33                           | 22 369         | 8,21                        | południowy      |
| 20 | Zarzecze                                   | 5,08               | 3,08                           | 2 851          | 1,05                        | południowy      |
| 21 | Kostuchna                                  | 8,59               | 5,21                           | 11 518         | 4,23                        | południowy      |
| 22 | Podlesie                                   | 8,28               | 5,03                           | 6 645          | 2,44                        | południowy      |

Podział administracyjny Katowic

Mapa historycznych osad Katowic

Źródła danych: nr i nazwa; powierzchnia; ludność; zespół dzielnic.

## Organy dzielnic

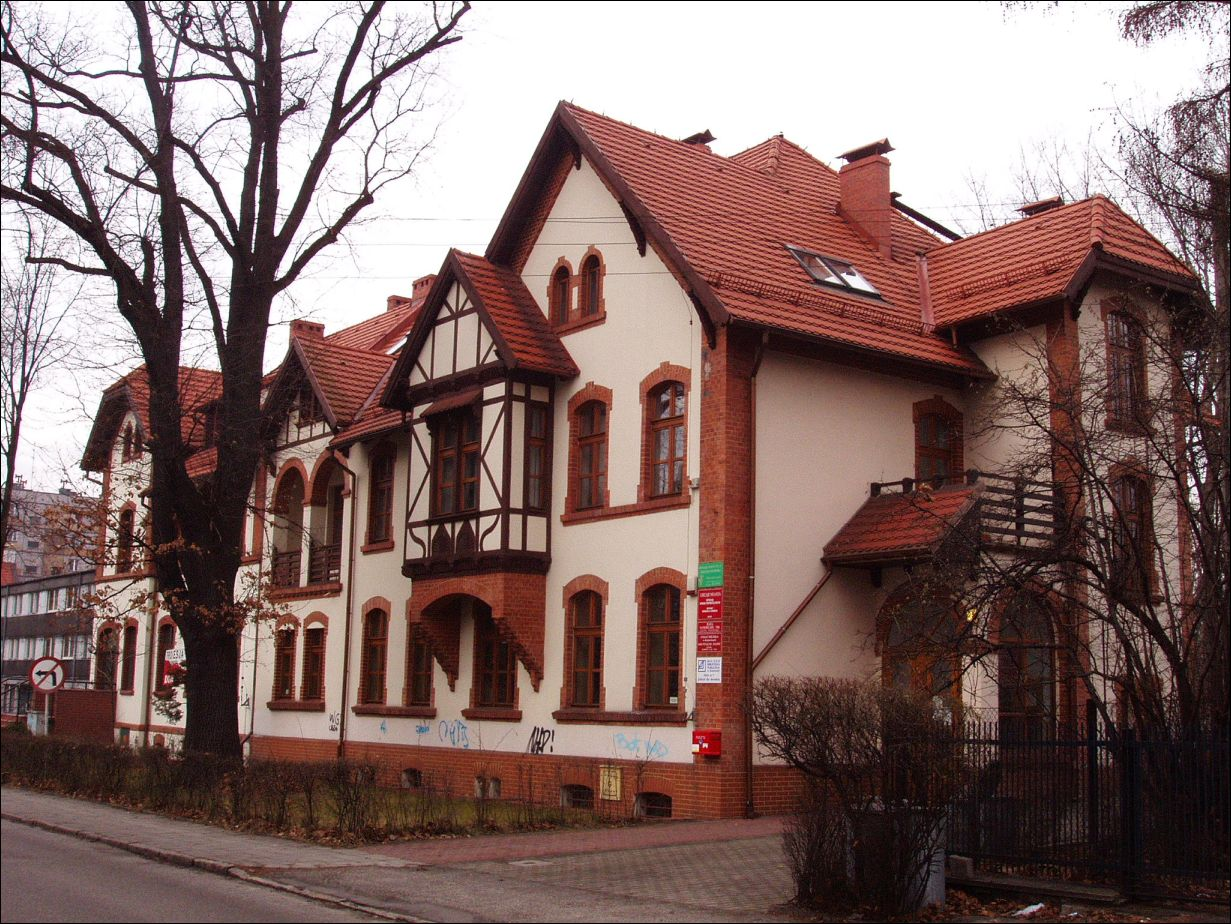
Gmach przy ulicy Franciszkańskiej 25 – siedziba Rady i Zarządu Dzielnicy nr 6 Ligota-Panewniki

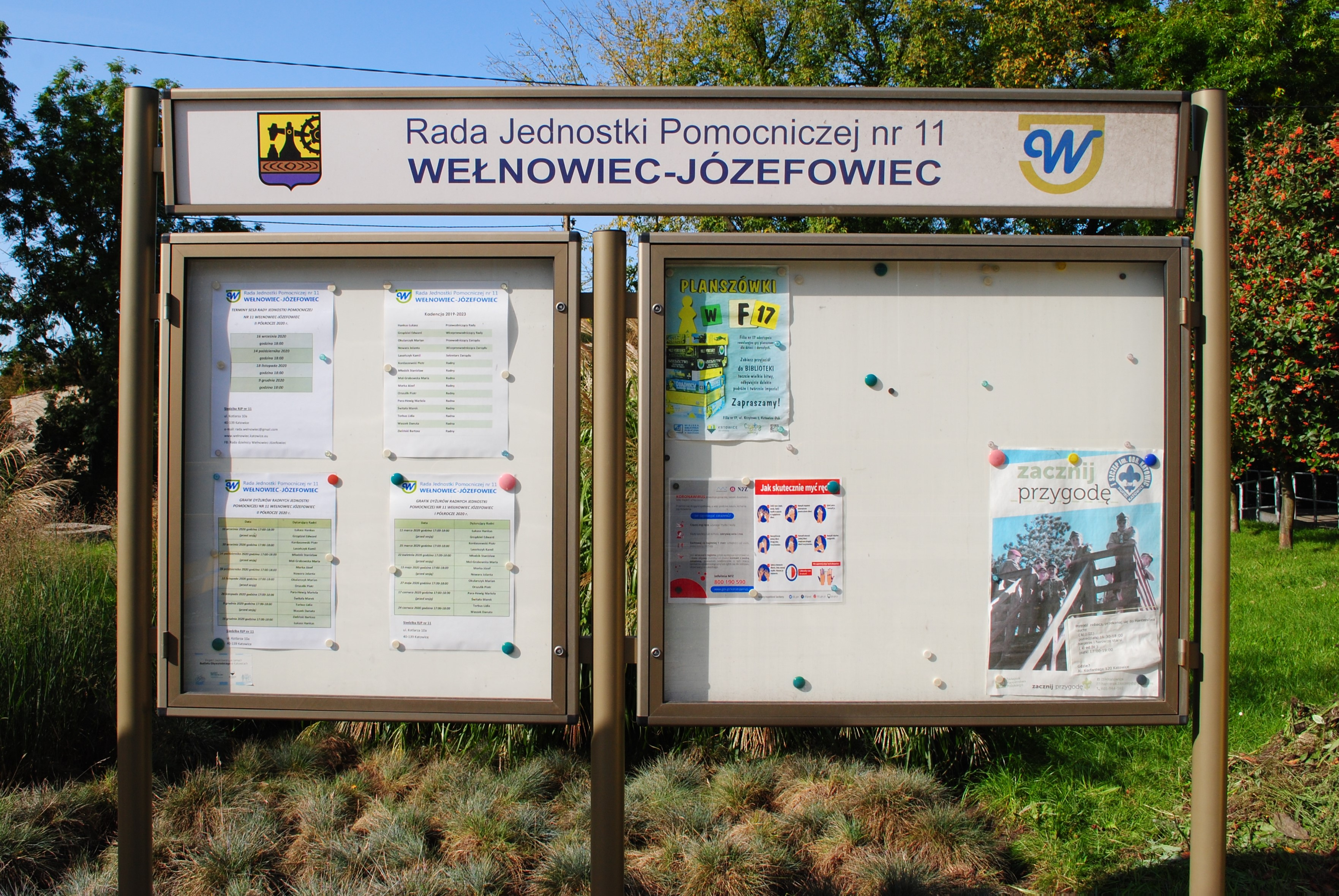
Tablica ogłoszeń Rady Jednostki Pomocniczej (późniejszej Rady Dzielnicy) nr 11 Wełnowiec-Józefowiec

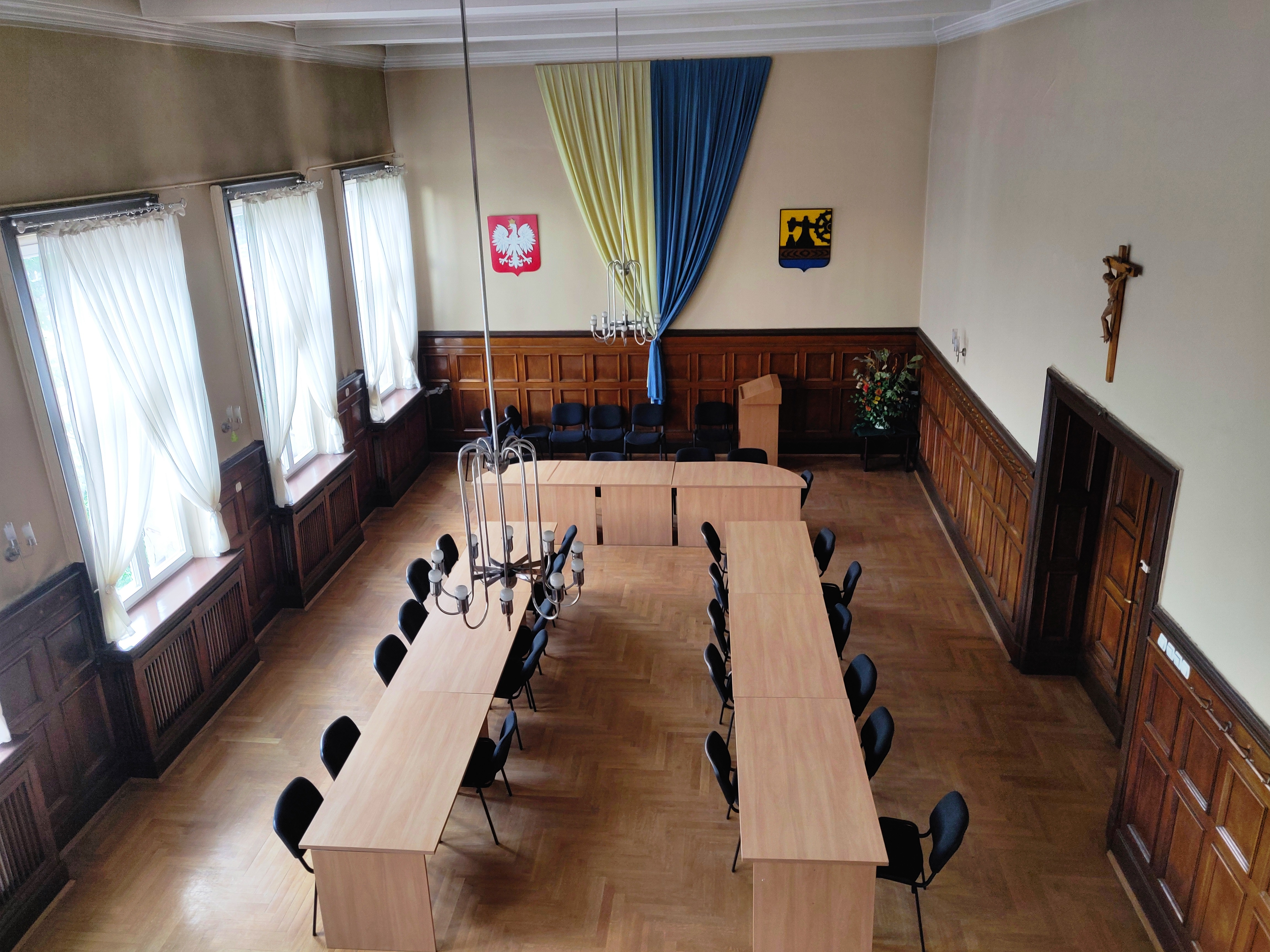
Wnętrze budynku dawnego ratusza miasta Szopienice, w którym odbywają się sesje Rady Dzielnicy nr 15 Szopienice-Burowiec

Statut Miasta Katowice umożliwia Radzie Miasta Katowice tworzyć jednostki pomocnicze z własnej inicjatywy po przeprowadzeniu konsultacji społecznych lub na wniosek mieszkańców danej jednostki. Rada może też dokonać łączenia, podziału lub ich zniesienia. Jednostka pomocnicza miasta Katowice nie posiada osobowości prawnej, nie tworzy własnego budżetu, może zarządzać i korzystać z mienia komunalnego w zakresie określonym w statucie, a także podlega nadzorowi organów miasta. Przewodniczący zarządu jednostki pomocniczej może brać udział w pracach Rady Miasta Katowice, a także składać wnioski na sesjach i komisjach Rady dotyczących zarządzanej przez niego jednostki.
Statuty posiadają wszystkie katowickie dzielnice, a te obowiązujące na początku 2022 roku zostały uchwalone podczas jednej, 41. Sesji 8. Kadencji Rady Miasta Katowice w dniu 25 listopada 2021 roku. Poniższa tabela przedstawia wykaz organów jednostek pomocniczych (stan na luty 2024 roku).
| Nr | Nazwa                                | Siedziba Rady Dzielnicy | Przewodniczący Rady Dzielnicy | Przewodniczący Zarządu Dzielnicy | Źr.    |
| -- | ------------------------------------ | ----------------------- | ----------------------------- | -------------------------------- | ------ |
| 1  | Śródmieście                          | ul. Kilińskiego 17      | Andrzej Czajkowski            | Sławomir Pietrzyk                | [ 7 ]  |
| 2  | Załęska Hałda-Brynów cz. zachodnia   | ul. Rolna 41            | Jolanta Mendera-Wójcik        | Natalia Nowak-Trojnar            | [ 8 ]  |
| 3  | Zawodzie                             | nd.                     | Rada nie funkcjonuje          | Zarząd nie funkcjonuje           | [ 9 ]  |
| 4  | Osiedle Paderewskiego-Muchowiec      | ul. Sowińskiego 5       | Grzegorz Pająk                | Adam Południak                   | [ 10 ] |
| 5  | Brynów cz. wschodnia-Os. Zgrzebnioka | nd.                     | Rada nie funkcjonuje          | Zarząd nie funkcjonuje           | [ 11 ] |
| 6  | Ligota-Panewniki                     | ul. Franciszkańska 25   | Jacek Tomaszewski             | Sylwia Bacia                     | [ 12 ] |
| 7  | Załęże                               | ul. Gliwicka 150        | Andrzej Karol                 | Krystian Zybura                  | [ 13 ] |
| 8  | Osiedle Witosa                       | ul. Kwiatkowskiego 8    | Krzysztof Kraus               | Michał Bonk                      | [ 14 ] |
| 9  | Osiedle Tysiąclecia                  | ul. Piastów 8           | Marek Sobczyk                 | Agnieszka Piątek                 | [ 15 ] |
| 10 | Dąb                                  | ul. Dębowa 3            | Marek Wolski                  | Grzegorz Łagódka                 | [ 16 ] |
| 11 | Wełnowiec-Józefowiec                 | ul. Kotlarza 10a        | Łukasz Hankus                 | Mariola Para-Hewig               | [ 17 ] |
| 12 | Koszutka                             | ul. Słonimskiego 12     | Ewa Piskor                    | Adrian Szymura                   | [ 18 ] |
| 13 | Bogucice                             | ul. Markiefki 44a       | Jowita Hercig                 | Anna Malik                       | [ 19 ] |
| 14 | Dąbrówka Mała                        | ul. Techników 5         | Beata Badura                  | Beata Mitko                      | [ 20 ] |
| 15 | Szopienice-Burowiec                  | ul. Wiosny Ludów 24     | Jan Flasza                    | Tomasz Rokicki                   | [ 21 ] |
| 16 | Janów-Nikiszowiec                    | ul. Zamkowa 45          | Ewa Skórok                    | Beata Kalinowska                 | [ 22 ] |
| 17 | Giszowiec                            | pl. Pod Lipami 1        | Urszula Machowska             | Maria Ryś                        | [ 23 ] |
| 18 | Murcki                               | ul. Kołodzieja 42       | Gabriel Tomczak               | Beata Antkowiak                  | [ 24 ] |
| 19 | Piotrowice-Ochojec                   | ul. Jankego 136         | Andrzej Dawidowski            | Dorota Ostrowicz                 | [ 25 ] |
| 20 | Zarzecze                             | ul. Stellera 4          | Katarzyna Tomala-Masny        | Sylwia Bernacka                  | [ 26 ] |
| 21 | Kostuchna                            | ul. Boya-Żeleńskiego 83 | Sławomir Jarzyna              | Barbara Chudy                    | [ 27 ] |
| 22 | Podlesie                             | ul. Uniczowska 36       | Jacek Szymik-Kozaczko         | Grażyna Honc                     | [ 28 ] |

## Części miasta niezależnie od statusu administracyjnego

### Części miasta według SIMC
| Nazwa                | Rodzaj                   | Identyfikator PRNG | Identyfikator SIMC | Data powstania lub pierwsza wzmianka | Data włączenia do Katowic | Dzielnica                                                                         |
| -------------------- | ------------------------ | ------------------ | ------------------ | ------------------------------------ | ------------------------- | --------------------------------------------------------------------------------- |
| Bederowiec           | część miasta             | 177359             | 0937480            | lata 20. XIX wieku                   | 15 października 1924      | Osiedle Tysiąclecia                                                               |
| Bogucice             | część miasta i dzielnica | 7687               | 0937497            | 15 grudnia 1360                      | 15 października 1924      | Bogucice, Koszutka, Osiedle Paderewskiego-Muchowiec, Zawodzie                     |
| Borki                | część miasta             | 177362             | 0937505            | początek XIX wieku                   | 31 grudnia 1959           | Szopienice-Burowiec                                                               |
| Brynów               | część miasta             | 10720              | 0937511            | 1474                                 | 15 października 1924      | Brynów-Osiedle Zgrzebnioka, Piotrowice-Ochojec, Śródmieście, Załęska Hałda-Brynów |
| Burowiec             | część miasta             | 13723              | 0937528            | XVIII wiek                           | 31 grudnia 1959           | Szopienice-Burowiec                                                               |
| Cegielnia-Murcki     | część miasta             | 14567              | 0937534            | ?                                    | 27 maja 1975              | Murcki                                                                            |
| Dąb                  | część miasta i dzielnica | 21603              | 0937540            | 19 marca 1299                        | 15 października 1924      | Dąb, Osiedle Tysiąclecia, Wełnowiec-Józefowiec                                    |
| Dąbrówka Mała        | część miasta i dzielnica | 22582              | 0937557            | XV wiek                              | 31 grudnia 1959           | Dąbrówka Mała, Szopienice-Burowiec                                                |
| Dolina Trzech Stawów | część miasta             | 177360             | 0937563            | ?                                    | 1 lipca 1924              | Osiedle Paderewskiego-Muchowiec                                                   |
| Giszowiec            | część miasta i dzielnica | 32671 32672        | 0937570            | 1907                                 | 31 grudnia 1959           | Giszowiec                                                                         |
| Janów                | część miasta             | 44282 44296        | 0937586            | 1736/1742                            | 31 grudnia 1959           | Janów-Nikiszowiec                                                                 |
| Józefowiec           | część miasta             | 47277              | 0937592            | 1826                                 | 1 kwietnia 1951           | Wełnowiec-Józefowiec                                                              |
| Karbowa              | część miasta             | 50343              | 0937600            | XVI wiek                             | 11 września 1865          | Osiedle Paderewskiego-Muchowiec, Śródmieście                                      |
| Kokociniec           | część miasta             | 55736              | 0937617            | połowa XVII wieku                    | 1 kwietnia 1951           | Ligota-Panewniki                                                                  |
| Kolonia Agnieszki    | część miasta             | 248                | 0937623            | lata 40. XIX wieku                   | 1 kwietnia 1951           | Wełnowiec-Józefowiec                                                              |
| Kolonia Amandy       | część miasta             | 177361             | 0937630            | I połowa XIX wieku                   | 5 października 1954       | Janów-Nikiszowiec                                                                 |
| Kolonia Boże Dary    | część miasta             | 9605               | 0937646            | początek XX wieku                    | 27 maja 1975              | Kostuchna                                                                         |
| Kolonia Wysockiego   | część miasta             | 153470             | 0937652            | lata 40.–50. XX wieku                | 31 grudnia 1959           | Janów-Nikiszowiec                                                                 |
| Kolonia Zuzanny      | część miasta             | 162438             | 0937669            | lata 60. XIX wieku                   | 31 grudnia 1959           | Osiedle Paderewskiego-Muchowiec                                                   |
| Kostuchna            | część miasta i dzielnica | 59146              | 0937675            | XVII wiek                            | 27 maja 1975              | Kostuchna                                                                         |
| Koszutka             | część miasta i dzielnica | 59342              | 0937681            | XVII wiek                            | 15 października 1924      | Koszutka                                                                          |
| Ligota               | część miasta             | 68179              | 0937698            | 15 grudnia 1360                      | 15 października 1924      | Ligota-Panewniki, Załęska Hałda-Brynów                                            |
| Muchowiec            | część miasta             | 84145              | 0937706            | XVII wiek                            | 1 lipca 1924              | Brynów-Osiedle Zgrzebnioka, Osiedle Paderewskiego-Muchowiec                       |
| Murcki               | część miasta i dzielnica | 84263              | 0937712            | połowa XIX wieku                     | 27 maja 1975              | Murcki                                                                            |
| Nikiszowiec          | część miasta             | 87187              | 0937729            | 1908–1919                            | 31 grudnia 1959           | Janów-Nikiszowiec                                                                 |
| Ochojec              | część miasta             | 91019              | 0937735            | koniec XVIII wieku                   | 1 kwietnia 1951           | Piotrowice-Ochojec                                                                |
| Panewniki            | część miasta             | 96676              | 0937758            | około 1580                           | 1 kwietnia 1951           | Ligota-Panewniki                                                                  |
| Piotrowice           | część miasta             | 101439             | 0937741            | połowa XV wieku                      | 1 kwietnia 1951           | Kostuchna, Piotrowice-Ochojec                                                     |
| Podlesie             | część miasta i dzielnica | 105497             | 0937764            | 1468                                 | 27 maja 1975              | Kostuchna, Podlesie                                                               |
| Roździeń             | część miasta             | 117188             | 0937770            | 15 grudnia 1360                      | 31 grudnia 1959           | Szopienice-Burowiec                                                               |
| Stawiska             | część miasta             | 130580             | 0937787            | początek XIX wieku                   | 31 grudnia 1959           | Janów-Nikiszowiec, Szopienice-Burowiec                                            |
| Szadok               | część miasta             | 134231             | 0937793            | połowa XIX wieku                     | 15 października 1924      | Załęska Hałda-Brynów                                                              |
| Szopienice           | część miasta             | 135809             | 0937801            | 15 grudnia 1360                      | 31 grudnia 1959           | Szopienice-Burowiec                                                               |
| Wełnowiec            | część miasta             | 144923             | 0937818            | XVII wiek                            | 1 kwietnia 1951           | Wełnowiec-Józefowiec                                                              |
| Wilhelmina           | część miasta             | 148006             | 0937824            | lata 40. XIX wieku                   | 31 grudnia 1959           | Szopienice-Burowiec                                                               |
| Wymysłów             | część miasta             | 153069             | 0937830            | XIV wiek                             | 1 kwietnia 1951           | Ligota-Panewniki                                                                  |
| Zadole               | część miasta             | 155509             | 0937847            | XIX wiek                             | 1 kwietnia 1951           | Ligota-Panewniki, Piotrowice-Ochojec                                              |
| Załęska Hałda        | część miasta             | 157814             | 0937853            | XVIII wiek                           | 15 października 1924      | Osiedle Witosa, Załęska Hałda-Brynów, Załęże                                      |
| Załęże               | część miasta i dzielnica | 157829             | 0937860            | 15 grudnia 1360                      | 15 października 1924      | Osiedle Witosa, Załęska Hałda-Brynów, Załęże                                      |
| Zarzecze             | część miasta i dzielnica | 159216             | 0937876            | XVI wiek                             | 27 maja 1975              | Zarzecze                                                                          |
| Zawodzie             | część miasta i dzielnica | 160107             | 0937882            | 1700                                 | 15 października 1924      | Osiedle Paderewskiego-Muchowiec, Zawodzie                                         |
| Źródła:              | [ 63 ] [ 2 ]             | [ 64 ]             | [ 63 ]             |                                      | [ 65 ] [ 66 ]             | [ 65 ] [ 67 ] [ 68 ] [ 69 ] [ 70 ]                                                |

### Miejskie obszary z wyspecjalizowanymi funkcjami
| Nazwa               | Funkcje                                       | Dzielnica                            | Źródła        |
| ------------------- | --------------------------------------------- | ------------------------------------ | ------------- |
| Strefa Kultury      | kulturalno-rozrywkowe, sportowe, turystyczne  | Bogucice, Koszutka                   | [ 71 ] [ 72 ] |
| Subcentrum Południe | handlowo-usługowe, mieszkaniowe, transportowe | Ligota-Panewniki, Piotrowice-Ochojec | [ 73 ] [ 74 ] |

### Pozostałe
| Nazwa                                | Rodzaj (pierwotna funkcja) | Identyfikator PRNG | Data powstania lub pierwsza wzmianka | Data włączenia do Katowic    | Dzielnica                                                                |
| ------------------------------------ | -------------------------- | ------------------ | ------------------------------------ | ---------------------------- | ------------------------------------------------------------------------ |
| Bagno                                | kolonia robotnicza         |                    | I połowa XIX wieku                   | 31 grudnia 1959              | Szopienice-Burowiec                                                      |
| Bulwary Rawy                         | osiedle mieszkaniowe       |                    | 1999–2020                            | nd.                          | Zawodzie                                                                 |
| Dąbrowa                              | osada rolnicza             | 22086              | XVII wiek                            | 27 maja 1975                 | Podlesie                                                                 |
| Dębowe Tarasy                        | osiedle mieszkaniowe       |                    | 2007–2022                            | nd.                          | Dąb                                                                      |
| Dobra Myśl                           | kolonia robotnicza         |                    | XIX/XX wiek                          | 1 kwietnia 1951              | Wełnowiec-Józefowiec                                                     |
| Drajok                               | osada rolnicza             |                    | XIX wiek                             | 15 października 1924         | Zawodzie                                                                 |
| Drugie Szopienice                    | część miasta               | 26486              | ?                                    | 31 grudnia 1959              | Szopienice-Burowiec                                                      |
| Francuska Park                       | osiedle mieszkaniowe       |                    | od 2013                              | nd.                          | Osiedle Paderewskiego-Muchowiec                                          |
| Fryderyka                            | kolonia robotnicza         |                    | lata 50. XIX wieku                   | 1 kwietnia 1951              | Wełnowiec-Józefowiec                                                     |
| Georg                                | kolonia robotnicza         |                    | XIX/XX wiek                          | 31 grudnia 1959              | Dąbrówka Mała                                                            |
| Hamerla                              | osada leśna                |                    | ?                                    | 27 maja 1975                 | Murcki                                                                   |
| Helgoland                            | kolonia robotnicza         |                    | XIX/XX wiek                          | 31 grudnia 1959              | Szopienice-Burowiec                                                      |
| Huta Arnold                          | osada przemysłowa          |                    | 1841                                 | 31 grudnia 1959              | Janów-Nikiszowiec                                                        |
| Jaźwce                               | osada leśna                |                    | 15 grudnia 1360                      | 15 października 1924         | Osiedle Paderewskiego-Muchowiec                                          |
| Johanka                              | kolonia robotnicza         |                    | I połowa XIX wieku                   | 15 października 1924         | Załęska Hałda-Brynów                                                     |
| Kamionka                             | kolonia robotnicza         |                    | połowa XIX wieku                     | 15 października 1924         | Brynów-Osiedle Zgrzebnioka, Śródmieście                                  |
| Katowicka Hałda                      | osada przemysłowa          | 51381              | połowa XVIII wieku                   | 15 października 1924         | Brynów-Osiedle Zgrzebnioka, Śródmieście, Załęska Hałda-Brynów            |
| Kolonia Alfred                       | osada robotnicza           | 452                | połowa XIX wieku                     | 1 kwietnia 1951              | Wełnowiec-Józefowiec                                                     |
| Kolonia amerykańska                  | kolonia urzędnicza         |                    | 1927–1928                            | 31 grudnia 1959              | Giszowiec                                                                |
| Kolonia Dwunastu Apostołów           | kolonia robotnicza         |                    | połowa XIX wieku                     | 15 października 1924         | Załęska Hałda-Brynów                                                     |
| Kolonia Hegenscheidta                | kolonia robotnicza         |                    | ok. 1870                             | 15 października 1924         | Załęże                                                                   |
| Kolonia św. Huberta                  | kolonia robotnicza         |                    | 1943                                 | nd.                          | Brynów-Osiedle Zgrzebnioka                                               |
| Kolonia miejska kopalni „Wujek”      | kolonia robotnicza         |                    | 1915–1916                            | nd.                          | Śródmieście                                                              |
| Kolonia robotnicza huty „Ferrum”     | kolonia robotnicza         |                    | 1900–1901                            | 15 października 1924         | Zawodzie                                                                 |
| Kolonia robotnicza kopalni „Kleofas” | kolonia robotnicza         |                    | 1890–1914                            | 15 października 1924         | Załęże                                                                   |
| Kolonia robotnicza kopalni „Wujek”   | kolonia robotnicza         |                    | 1918–1920                            | 15 października 1924         | Załęska Hałda-Brynów                                                     |
| Kolonia urzędnicza kopalni „Wujek”   | kolonia urzędnicza         |                    | początek XX wieku                    | 15 października 1924         | Brynów-Osiedle Zgrzebnioka                                               |
| Kolonia urzędnicza w Ligocie         | kolonia urzędnicza         |                    | 1936–1939                            | nd.                          | Ligota-Panewniki                                                         |
| Kopaniny                             | przysiółek rolniczy        | 57789              | połowa XIX wieku                     | 27 maja 1975                 | Podlesie, Zarzecze                                                       |
| Kopaniny Lewe                        | przysiółek rolniczy        | 57797              | połowa XIX wieku                     | 27 maja 1975                 | Zarzecze                                                                 |
| Kuźnica Bogucka                      | osada kuźnicza             |                    | 1397                                 | 11 września 1865             | Brynów-Osiedle Zgrzebnioka, Osiedle Paderewskiego-Muchowiec, Śródmieście |
| Morawa                               | kolonia robotnicza         |                    | 1860–1865                            | 31 grudnia 1959              | Szopienice-Burowiec                                                      |
| Neubau                               | kolonia robotnicza         |                    | lata 20. XX wieku                    | 31 grudnia 1959              | Giszowiec                                                                |
| Norma                                | kolonia robotnicza         | 87770              | połowa XIX wieku                     | 31 grudnia 1959              | Dąbrówka Mała                                                            |
| Nowa Ligota                          | część miasta               |                    | przełom XIX i XX wieku               | 15 października 1924         | Ligota-Panewniki                                                         |
| Nowe Panewniki                       | część miasta               |                    | I połowa XX wieku                    | 1 kwietnia 1951              | Ligota-Panewniki                                                         |
| Nowy Czekaj                          | osada robotnicza           | 89879              | II połowa XIX wieku                  | 31 grudnia 1959              | Dąbrówka Mała                                                            |
| Nowy Nikiszowiec                     | osiedle mieszkaniowe       |                    | 2018–2021                            | nd.                          | Janów-Nikiszowiec                                                        |
| Obroki                               | osada robotnicza           | 90877              | połowa XVII wieku                    | 15 października 1924         | Osiedle Witosa                                                           |
| Osiedle Adama                        | osiedle mieszkaniowe       | 57                 | lata 80. XX wieku                    | nd.                          | Giszowiec                                                                |
| Osiedle Akademickie                  | osiedle mieszkaniowe       |                    | lata 60. XX wieku                    | nd.                          | Ligota-Panewniki                                                         |
| Osiedle Bażantowo                    | osiedle mieszkaniowe       |                    | od 1999                              | nd.                          | Kostuchna                                                                |
| Osiedle K. Bohdanowicza              | osiedle mieszkaniowe       | 7840               | lata 60. XX wieku                    | 27 maja 1975                 | Murcki                                                                   |
| Osiedle Ducha                        | osiedle mieszkaniowe       |                    | lata 30.–70. XX wieku                | nd.                          | Dąb                                                                      |
| Osiedle Franciszkańskie              | osiedle mieszkaniowe       |                    | 2014–2022                            | nd.                          | Ligota-Panewniki                                                         |
| Osiedle Janasa-Ondraszka             | osiedle mieszkaniowe       |                    | 1977–1981                            | nd.                          | Załęże                                                                   |
| Osiedle Kolonia Mościckiego          | kolonia robotnicza         | 87197              | 1927–1928                            | nd.                          | Załęże                                                                   |
| Osiedle Kopalniana                   | osiedle mieszkaniowe       |                    | lata 60. XX wieku                    | nd.                          | Śródmieście                                                              |
| Osiedle Książęce                     | osiedle mieszkaniowe       |                    | 2007–2010                            | nd.                          | Ligota-Panewniki                                                         |
| Osiedle J. Kukuczki                  | osiedle mieszkaniowe       | 64971              | lata 70. XX wieku                    | nd.                          | Bogucice                                                                 |
| Osiedle ks. prof. K. Michalskiego    | osiedle mieszkaniowe       |                    | lata 70./80. XX wieku                | nd.                          | Dąbrówka Mała                                                            |
| Osiedle Młodych                      | osiedle mieszkaniowe       |                    | lata 60. XX wiek                     | nd.                          | Piotrowice-Ochojec                                                       |
| Osiedle Odrodzenia                   | osiedle mieszkaniowe       | 91266              | lata 80. XX wieku                    | nd.                          | Piotrowice-Ochojec                                                       |
| Osiedle I.J. Paderewskiego           | osiedle mieszkaniowe       | 96216              | 1970–1980                            | nd.                          | Osiedle Paderewskiego-Muchowiec                                          |
| Osiedle Przedwiośnie                 | osiedle mieszkaniowe       |                    | lata 60. XX wieku                    | nd.                          | Dąbrówka Mała                                                            |
| Osiedle Ptasie                       | osiedle mieszkaniowe       | 161076             | lata 60. XX wieku                    | nd.                          | Brynów-Osiedle Zgrzebnioka                                               |
| Osiedle Rolna                        | osiedle mieszkaniowe       |                    | lata 70.–80. XX wieku                | nd.                          | Załęska Hałda-Brynów                                                     |
| Osiedle W. Roździeńskiego            | osiedle mieszkaniowe       | 117189             | lata 70.–80. XX wieku                | nd.                          | Zawodzie                                                                 |
| Osiedle Sadyba                       | osiedle mieszkaniowe       |                    | 1986–1996                            | nd.                          | Ligota-Panewniki                                                         |
| Osiedle ks. F. Ścigały               | osiedle mieszkaniowe       |                    | 1975–1980                            | nd.                          | Bogucice                                                                 |
| Osiedle Targowisko                   | osiedle mieszkaniowe       |                    | 1977–1980                            | nd.                          | Piotrowice-Ochojec                                                       |
| Osiedle Tysiąclecia                  | osiedle mieszkaniowe       | 94061              | lata 60.–80. XX wieku                | nd.                          | Osiedle Tysiąclecia                                                      |
| Osiedle W. Witosa                    | osiedle mieszkaniowe       | 148234             | lata 70./80. XX wieku                | nd.                          | Osiedle Witosa                                                           |
| Osiedle A. Zgrzebnioka               | osiedle mieszkaniowe       | 161076             | 1978                                 | nd.                          | Brynów-Osiedle Zgrzebnioka                                               |
| Öhringen                             | kolonia robotnicza         |                    | XIX/XX wiek                          | 1 kwietnia 1951              | Wełnowiec-Józefowiec                                                     |
| Pauls                                | kolonia robotnicza         |                    | XIX/XX wiek                          | 31 grudnia 1959              | Szopienice-Burowiec                                                      |
| Pierwsza Dzielnica                   | osiedle mieszkaniowe       |                    | od 2019                              | nd.                          | Bogucice                                                                 |
| Pniaki                               | kolonia robotnicza         | 102738             | XVIII wiek                           | 31 grudnia 1959              | Dąbrówka Mała                                                            |
| Pod Młynem                           | osada rolnicza             |                    | XVIII wiek                           | 31 grudnia 1959              | Dąbrówka Mała                                                            |
| Siągarnia                            | osada leśna                | 121675             | XIX wiek                             | 27 maja 1975                 | Murcki                                                                   |
| Sośnina                              | wieś rolnicza              |                    | XVII wiek                            | 15 października 1924         | Osiedle Tysiąclecia                                                      |
| Stara Ligota                         | część miasta               |                    | 15 grudnia 1360 (Ligota)             | 15 października 1924         | Ligota-Panewniki, Załęska Hałda-Brynów                                   |
| Stare Panewniki                      | część miasta               | 129259             | około 1580 (Panewniki)               | 1 kwietnia 1951              | Ligota-Panewniki                                                         |
| Stary Czekaj                         | osada rolnicza             |                    | połowa XVIII wieku                   | 31 grudnia 1959              | Dąbrówka Mała                                                            |
| Stary Tartak                         | część miasta               | 130086             | ?                                    | 27 maja 1975                 | Murcki                                                                   |
| Traugott                             | kolonia robotnicza         |                    | XIX/XX wiek                          | 31 grudnia 1959              | Szopienice-Burowiec                                                      |
| Uniczowy                             | wieś rolnicza              |                    | 1287                                 | 1 kwietnia 1951 27 maja 1975 | Podlesie, Piotrowice-Ochojec, Zarzecze                                   |
| Uthyman                              | część miasta               | 143384             | ?                                    | 31 grudnia 1959              | Szopienice-Burowiec                                                      |
| Zaopusta                             | osada rolnicza             | 158490             | XVII wiek                            | 27 maja 1975                 | Podlesie                                                                 |
| Źródła:                              | [ 64 ] [ 121 ]             | [ 64 ]             |                                      | [ 65 ] [ 66 ]                | [ 65 ] [ 67 ] [ 68 ] [ 69 ] [ 70 ]                                       |

## Historia podziału administracyjnego Katowic

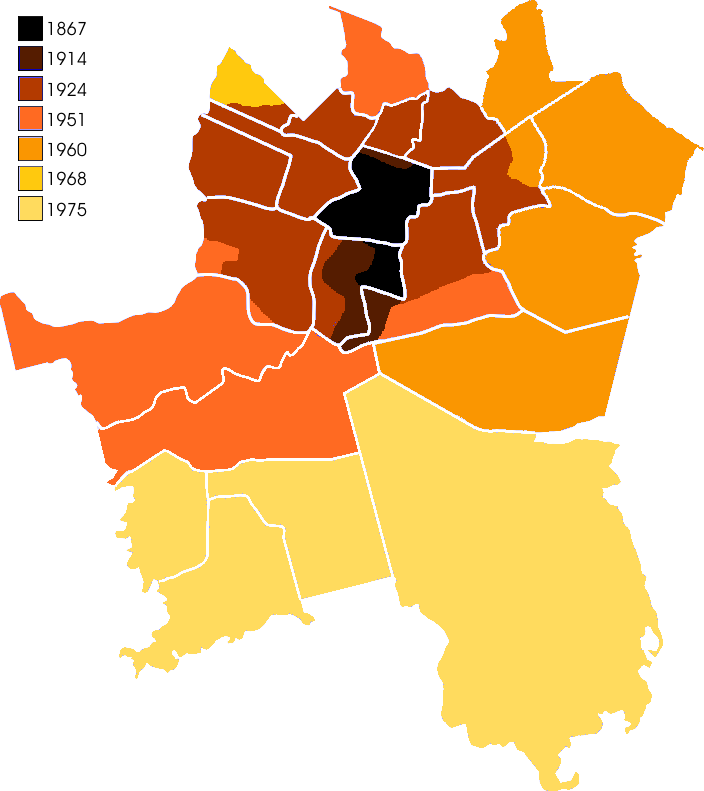
Rozwój przestrzenny Katowic

Katowice uzyskały prawa miejskie 11 września 1865 roku. Od tego czasu, do 1922 roku obszar Katowic powiększano w latach: 1892 (tereny na północ od obecnej ulicy A. Mickiewicza), 1895 (obszar pomiędzy obecnymi ulicami Mikołowską i Barbary), 1905 (pomiędzy obecną aleją W. Korfantego oraz ulicami St. Moniuszki i Piastowską), 1907 (z terenów Dębu), 1909 (rejon Doliny Trzech Stawów i obecnego lotniska na Muchowcu) i 1912. Do 1914 roku powierzchnia Katowic wzrosła do 8,87 km².
Katowice w 1922 roku zostały stolicą autonomicznego województwa śląskiego. Wzrost znaczenia miasta jako ośrodka administracyjnego wymagał dalszego rozwoju przestrzennego. Na mocy Ustawy Sejmu Śląskiego z 15 lipca 1924 roku włączono do miasta pięć gmin, należących do tego czasu do powiatu katowickiego: Bogucice, Brynów, Dąb (bez Józefowca, który włączono do nowo powstałej gminy Wełnowiec) i Załęże, natomiast z powiatu pszczyńskiego gminę Ligota Pszczyńska. Ustawa weszła w życie 15 października 1924 roku. Po przyłączeniu nowych terenów powierzchnia miasta wzrosła do 40,23 km². 1 stycznia 1925 roku obszar Wielkich Katowic podzielono na cztery dzielnice, których granice w głównej mierze pokrywały się z dotychczasowymi granicami gmin. Administracja Katowic koncentrowała się w I dzielnicy, natomiast w dzielnicach II, III i IV dalej działały urzędy stanu cywilnego, kasy wpłat podatków, biura opieki socjalnej oraz biura ogólne.
| Nr  | Nazwa                  | Liczba ludności | Liczba ludności |
| Nr  | Nazwa                  | 1927            | 1938            |
| --- | ---------------------- | --------------- | --------------- |
| I   | Katowice (Śródmieście) | 58 830          | 66 784          |
| II  | Bogucice-Zawodzie      | 24 930          | 27 239          |
| III | Załęże-Dąb             | 29 110          | 31 229          |
| IV  | Ligota-Brynów          | 6 548           | 9 077           |

W 1938 roku włączono do miasta niewielki obszar na południu miasta o powierzchni 1,79 km², sąsiadujący z Piotrowicami i Panewnikami.
W czasie II wojny światowej i zajęciu Katowic przez Niemcy, na mocy rozporządzenia nadprezydenta prowincji górnośląskiej z 3 lutego 1942 roku zniesiono dotychczasowe nazwy dzielnic Katowic, dzieląc miasto według położenia jego części w stosunku do stron świata, zgodnie z poniższym wykazem.
| Lp. | Nazwa              | Części wchodzące w skład dzielnicy                    |
| --- | ------------------ | ----------------------------------------------------- |
| 1   | Kattowitz-Mitte    | centrum                                               |
| 2   | Kattowitz-Nord     | Dąb                                                   |
| 3   | Kattowitz-Ost      | Bogucice, Zawodzie                                    |
| 4   | Kattowitz-Süd      | Brynów, Karbowa, Załęska Hałda i część centrum miasta |
| 5   | Kattowitz-West     | Bederowiec, Obroki i Załęże                           |
| 6   | Katowice-Idaweiche | Ligota                                                |

Podział administracyjny miasta Katowice w 1957 roku

Po II wojnie światowej powierzchnia Katowic wzrosła trzykrotnie. W dniu 1 kwietnia 1951 roku zniesiono powiat katowicki, włączając wówczas do miasta Ochojec, Piotrowice, Panewniki i Wełnowiec, natomiast na mocy Rozporządzenia Rady Ministrów z 19 listopada 1959 roku, 31 grudnia tego samego roku poszerzono wschodnie granice miasta, włączając miasto Szopienice wraz z jego częściami: Dąbrówką Małą, Janowem, Nikiszowcem i Giszowcem. Rok później, 31 grudnia 1960 roku dokonano korekty granicy Katowic i Sosnowca z uwagi na powstały w 1956 roku na tym terenie Stadion Ludowy. Wcześniej, bo na mocy Uchwały Wojewódzkiej Rady Narodowej z 5 października 1954 roku podzielono Katowice na trzy dzielnice, wytyczając jednocześnie ich granice. Podzielono wówczas Katowice na następujące części:
| Nr | Nazwa              | Adres siedziby Prezydium Dzielnicowej Rady Narodowej (pierwsza i późniejsza siedziba) |
| -- | ------------------ | ------------------------------------------------------------------------------------- |
| 1  | Bogucice-Zawodzie  | ul. Warszawska 20; ul. Mariacka 4/6                                                   |
| 2  | Śródmieście-Załęże | ul. Armii Czerwonej 18; pl. Wolności 2                                                |
| 3  | Ligota             | ul. Panewnicka 40; ul. Franciszkańska 33                                              |

Podział Katowic na dzielnice został zniesiony w 1973 roku.
W dniu 1 stycznia 1968 roku dokonano korekty granic pomiędzy Katowicami a Chorzowem – z Katowic wyłączono część ówczesnego Wojewódzkiego Parku Kultury i Wypoczynku, włączając do miasta całość obszaru osiedla Tysiąclecia. W dniu 27 maja 1975 roku do Katowic włączono dwa miasta górnicze: Kostuchnę i Murcki, a także sołectwo Podlesie wraz z Zarzeczem. Dnia 1 marca 1983 roku dokonano korekt granic Katowic i Chorzowa w rejonie ulicy Agnieszki, a 1 lipca 1986 roku z Katowic do Mikołowa włączono część przysiółka Kopaniny Lewe.
Dnia 16 września 1991 roku Rada Miejska w Katowicach uchwaliła Uchwałę nr XXVI/148/91, na mocy której w dniu 1 stycznia 1992 roku podzielono Katowice na 22 pomocnicze jednostki samorządowe i 22 obszary ich działania. Załącznik do niniejszej uchwały podaje wykaz tych jednostek oraz określa ich granice. Były to następujące jednostki:
| Nr | Nazwa                       |    | Nr                  | Nazwa |
| -- | --------------------------- | -- | ------------------- | ----- |
| 1  | Śródmieście I               | 12 | Koszutka            |       |
| 2  | Śródmieście II              | 13 | Bogucice            |       |
| 3  | Zawodzie                    | 14 | Dąbrówka Mała       |       |
| 4  | Os. Paderewskiego-Muchowiec | 15 | Szopienice-Burowiec |       |
| 5  | Brynów                      | 16 | Nikiszowiec-Janów   |       |
| 6  | Ligota-Panewniki            | 17 | Giszowiec           |       |
| 7  | Załęże                      | 18 | Murcki              |       |
| 8  | Os. Załęska Hałda           | 19 | Ochojec-Piotrowice  |       |
| 9  | Os. Tysiąclecia             | 20 | Zarzecze            |       |
| 10 | Dąb                         | 21 | Kostuchna           |       |
| 11 | Wełnowiec-Józefowiec        | 22 | Podlesie            |       |

Rok później, 30 grudnia 1992 roku Rada Miejska w Katowicach powołała pierwszą Samorządową Jednostkę Pomocniczą – była to jednostka nr 22 Katowice-Podlesie. Statut dla Podlesia został zatwierdzony 5 lipca 1993 roku i uzupełniony 7 lutego 1994 roku. Do 1997 roku powołano jeszcze następujące Samorządowe Jednostki Pomocnicze: nr 9 Katowice-Tysiąclecie (31 maja 1993 roku), nr 6 Ligota-Panewniki (14 marca 1994 roku), nr 21 Katowice-Kostuchna (29 marca 1994 roku), nr 8 Os. Załęska Hałda, nr 13 Bogucice i nr 15 Szopienice-Burowiec (wszystkie trzy 26 sierpnia 1996 roku). Dla tych wszystkich, prócz jednostki nr 9, został osobno uchwalony statut.
Rada Miejska Katowic 29 września 1997 roku zmieniła dotychczas obowiązująca uchwałę w sprawie jednostek pomocniczych, uchwalając nową o numerze XLVI/449/97, która utrzymywała dotychczasową strukturę społeczno-przestrzenną miasta, wydzielającą 22 Jednostki Pomocnicze Samorządu miasta Katowice. Niecały rok później, 19 czerwca 1998 roku doszło do korekt granic trzech jednostek pomocniczych: Zawodzia, Szopienic-Burowca i Janowa-Nikiszowca. Na podstawie nowych przepisów, dnia 28 lutego 2005 roku trzy pierwsze jednostki pomocnicze uzyskały statut. Były to: Osiedle Witosa, Podlesie i Szopienice-Burowiec, a do 27 czerwca 2019 roku dla wszystkich jednostek pomocniczych uchwalono statut.
W maju 2021 roku Rada Miasta Katowice rozpoczęła prace nad reformą administracyjną, w ramach której zaplanowano zmianę określenia z Rady Jednostki Pomocniczej na Radę Dzielnicy wraz z przedłużeniem kadencji Rady do pięciu lat, reorganizację wyborów do Rad Dzielnic, by odbywały się one w tym samym terminie w całych Katowicach, a także uporządkowanie kompetencji pomiędzy poszczególnymi organami dzielnic, w tym pomiędzy Przewodniczącym Rady a Przewodniczącym Zarządu. Dla każdej dzielnicy (jednostki pomocniczej) Katowic, podczas sesji Rady Miasta Katowice która odbyła się 27 maja 2021 roku, uchwalono projekty nowych statutów, zaś podczas jednej sesji Rady Miasta Katowice, która odbyła się w dniu 25 listopada 2021 roku, statuty te dla wszystkich 22 dzielnicy zostały nadane. Nowe statuty zostały ogłoszone w Dzienniku Urzędowym Województwa Śląskiego 3 grudnia 2021 roku. W dniu 29 grudnia 2021 roku dla wszystkich tych uchwał Wojewoda Śląski wydał rozstrzygnięcie nadzorcze stwierdzające nieważność części uchwał.